# Kirk Carlsen
Kirk Carlsen (* 25. Mai 1987 in Nashua, Kalifornien) ist ein ehemaliger US-amerikanischer Straßenradrennfahrer.

## Sportliche Laufbahn
2005 gewann Kirk Carlsen eine Etappe des Junioren-Rennens Tour de l’Abitibi. Ab 2008 fuhr er für VMG/Felt, das Farmteam der US-amerikanischen Mannschaft Garmin-Chipotle und wurde er nationaler U23-Meister im Straßenrennen. 2010 erhielt er einen Vertrag bei Garmin-Transitions. 2014 belegte er Platz vier in der Gesamtwertung der Tour of the Gila. Ende dieser Saison beendete er seine Radsportlaufbahn.

## Erfolge
2008
- US-amerikanischer U23-Meister – Straßenrennen

## Teams
- 2010 Garmin-Transitions
- 2011 Chipotle Development Team
- 2012 Team Exergy
- 2013 Predator Carbon Repair (bis 30. Juni)
- 2013 Bissell Cycling (ab 1. Juli)
- 2014 Jelly Belly-Kenda